# 33 Orientales
Die 33 Orientales war ein 1966 in Dienst gestelltes Passagierschiff der argentinischen Reederei Flota Argentina de Navegación Fluvial, das unter diesem Namen bis 1979 unter der Flagge Uruguays im Einsatz stand. Anschließend wurde es nach Griechenland verkauft und zum Kreuzfahrtschiff umgebaut, wo es unter verschiedenen Eignern und Namen noch bis 2001 in Fahrt blieb. 2006 ging das Schiff zum Abbruch ins indische Alang.

## Geschichte
Die 33 Orientales entstand unter der Baunummer 101 in der Werft der Sociedad Española de Construcción Naval in Cádiz und lief am 22. Juni 1965 vom Stapel. Nach ihrer Ablieferung an die Flota Argentina de Navegación Fluvial im Februar 1966 nahm sie den Liniendienst in argentinischen und uruguayischen Gewässern auf. Ihr Name stammt von den dreiunddreißig Orientalen. Mit der 1964 in Dienst gestellten Ciudad de Buenos Aires hatte sie ein älteres Schwesterschiff.
Nach dreizehn Dienstjahren wurde das Schiff 1979 an die griechische Reederei Cycladic Cruises verkauft und in City of Rhodos umbenannt. Nach Umbauarbeiten zum Kreuzfahrtschiff nahm die City of Rhodos 1980 den Dienst für Mittelmeerreisen auf. 1994 erhielt sie den Namen Queen Eleni.
Im Februar 2000 ging das Schiff als Queen Constantina an die in Zypern ansässige Reederei New Marathon. Im Dezember desselben Jahres wurde es als Joywave an Legend Cruises verchartert. Nach Auslaufen der Charter im Mai 2001 erhielt die Queen Constantina wieder ihren alten Namen zurück, nur vier Monate später wurde sie im September 2001 jedoch aufgrund finanzieller Schwierigkeiten der Reederei ausgemustert und in Limassol aufgelegt.
Nach knapp fünf Jahren Liegezeit in Limassol wurde die Queen Constantina 2006 zum Abbruch ins indische Alang verkauft, wo sie am 28. Juni 2006 eintraf.